# Synagoga w Żyrardowie
Synagoga w Żyrardowie – nieistniejąca już synagoga należąca niegdyś do gminy wyznaniowej żydowskiej w Żyrardowie.
Budynek synagogi zbudowano na działce podarowanej gminie żydowskiej przez hrabiego Sobańskiego w 1874 r., a położonej na terenie ówczesnej dzielnicy żydowskiej, przy ul. Wąskiej, obecnie Barucha Szulmana. Gmach wzniesiony z czerwonej, nieotynkowanej cegły. Chociaż przetrwała II wojnę światową, później popadała w ruinę i ostatecznie została rozebrana w listopadzie 1960 r. W końcowym okresie istnienia była w dość złym stanie, między innymi praktycznie nie posiadała dachu, aczkolwiek same mury były dobrze zachowane.